# Samsara (slowakische Band)
Samsara ist eine 2009 gegründete Gothic-Metal-, Death- und Funeral-Doom Band.

## Geschichte
Die slowakische Gruppe Samsara wurde von und um den Gitarristen und Sänger Tibor Šimansky formiert. Šimansky änderte im Verlauf des langjährigen Bestehens der Gruppe die Mitmusiker. Interessierte Musiker zu akquirieren sei ihm jedoch einfach gefallen, da kaum Doom-Metal- oder gar Funeral-Doom-Bands in der Slowakei aktiv sind und das Interesse dennoch vorhanden sei. Das Debüt When the Soul Leaves the Body wurde zwischen 2012 und 2015 aufgenommen und im Jahr 2017 über Slovak Metal Army veröffentlicht. Indes trat die Band anhaltend Live in Erscheinung, Die an den Aufnahmen beteiligten Musiker Peter Just und Martin Matejčík verließen anschließend die Band. Die Konzerte der Band fanden bis dahin in der Slowakei und in der Tschechischen Republik statt.
When the Soul Leaves the Body wurde besonders in Tschechien und der Slowakei äußerst positiv aufgenommen. So mutmaßte Sarapis in einer für das Echo-Zine verfassten Besprechung, dass das Album als frühe Veröffentlichung einer besonders „vielversprechenden Band“ aus der Slowakei zu sehen ist, während Medyed auf Seiten des Webzines Metal-Line das Album bereits als ausgesprochen hohe Messlatte für zukünftige Veröffentlichungen wertete. Beiden Aspekten stimmte Prepil auf Seiten des Fobia-Zine zu. When the Soul Leaves the Body sei der Abschluss der vorausgegangenen Schaffensphase der Gruppe, die sich über den Besetzungswechsel hin wandelte und eine damit einhergehend hohe Messlatte für die weiteren Aktivitäten der neu formierten Gruppe, von der noch viel zu erwarten sei. Auf Seiten des Rum Zine hieß es, dass When the Soul Leaves the Body für Funeral Doom „eine relativ leicht verdauliche“ Veröffentlichung ist, diese allerdings von hoher Qualität. Jakub Asphyx schrieb für das Deadly Storm Zine, When the Soul Leaves the Body sei „Exzellent“, ein Album, das „die Gedanken einfrieren“ könne. Für Metalopolis schrieb Martin Lukáč es handele sich um ein „perfekt ausgereiftes Funeral-Doom-Album“. Nikol Návratová lobte es für Mealirium als eines der Höhepunkte der nationalen Szene. Die Musikpresse Süd-, Nord- und Mitteleuropas sowie jene der Vereinigten Staaten interessierte sich hingegen kaum für das Album. Anders Ekdahl vom dänischen Webzine Battle Helm lobte When the Soul Leaves the Body als „verdammt guter Stoff“. Die Redaktion des Webzines Metalstorm führte das Album als eines von 20, die es nicht in die Jahrescharts geschafft haben und dennoch beachtenswert seien.

## Stil
Die von Samsara gespielte Musik wird als Gothic Metal, Death- und Funeral-Doom kategorisiert. Rezensenten nutzen insbesondere Vergleiche zu Shape of Despair, Dissolving of Prodigy und My Dying Bride um den Stil näher einzuordnen. Als weitere Vergleichsgrößen wird mitunter auf Tyranny, Colosseum Skepticism, Ahab und Paradise Lost verwiesen. Insbesondere der gutturale Gesang und der Einsatz der Geige sowie die Verwendung von diversen Samples erinnere an frühe My Dying Bride und Dissolving of Prodigy.
Als Basis dient ein langsames Tempo und eine „allgegenwärtige Melancholie“ vor denen Gitarre und Geige als melodische Leadinstrumente, repetitive Motive sowie das gutturale Growling und gelegentliches Schreien präsentiert werden.

## Diskografie
- 2017: When the Soul Leaves the Body (Album, Slovak Metal Army)